# Gustave Reese
Gustave Reese (* 29. November 1899 in New York City; † 7. September 1977 in Berkeley) war ein amerikanischer Musikwissenschaftler.
Reese unterrichtete hauptsächlich in New York. Seine Forschungen beziehen sich auf die Musik des Mittelalters und die Renaissancemusik. Seine wichtigsten Publikationen sind Music in the Middle Ages von 1940 und Music in the Renaissance aus dem Jahr 1954. Beide Werke gehören noch heute zu den wichtigen Werken im jeweiligen Themengebiet.

## Leben
Ursprünglich studierte Reese Jura an der New York University, wo er auch 1921 seinen Abschluss machte. Im Anschluss begann er ein Musikstudium, das er 1930 als Bachelor of Music (B.M., B.Mus. oder Mus.B) erfolgreich beenden konnte. Schon drei Jahre vor diesem Abschluss hatte er begonnen, an der NYU Musik des Mittelalters und Renaissancemusik zu unterrichten, was er bis 1974 tat. Er wurde 1973 emeritiert.
1934 war Reese Mitbegründer der „American Musicological Society“ (AMS), welcher er von 1950 bis 1952 vorstand. Er hatte ebenso eine Position in der International Musicological Society (IMS) inne. 1962 wurde er in die American Academy of Arts and Sciences gewählt.
1974 heiratete er die Kochbuchautorin Carol Truax, die auch Executive Director of Fine Arts am Colorado College und später Beraterin im Bereich der bildenden Künste an der State University of New York war.

## Veröffentlichungen
- Music in the Middle Ages. With an introduction on the music of ancient times. W.W. Norton & Co., New York 1940, ISBN 978-0-393-09750-4.
- Music in the Renaissance. W.W. Norton & Co., New York / London 1954, ISBN 978-0-393-09530-2.
- Essays in musicology in honor of Dragan Plamenac on his 70th birthday. University of Pittsburgh Press, Pittsburgh 1969, ISBN 978-0-8229-1098-5.
- Fourscore Classics of Music Literature. Da Capo Press, Nachdruck von 1957, New York 1970, ISBN 978-0-306-71620-1.
- A compendium of musical practice. Dover Publications, New York 1973, ISBN 978-0-486-20912-8.
- Aspects of Medieval and Renaissance Music. Pendragon Press, New York 1978, ISBN 978-0-918728-07-4.
- The New Grove High Renaissance Masters: Josquin, Palestrina, Lassus, Byrd, Victoria. W.W. Norton & Co., New York 1984, ISBN 978-0-393-30093-2.

| Personendaten    | Personendaten                          |
| ---------------- | -------------------------------------- |
| NAME             | Reese, Gustave                         |
| ALTERNATIVNAMEN  | Reese Gustav                           |
| KURZBESCHREIBUNG | US-amerikanischer Musikwissenschaftler |
| GEBURTSDATUM     | 29. November 1899                      |
| GEBURTSORT       | New York City                          |
| STERBEDATUM      | 7. September 1977                      |
| STERBEORT        | Berkeley                               |